# Jökulsárlón

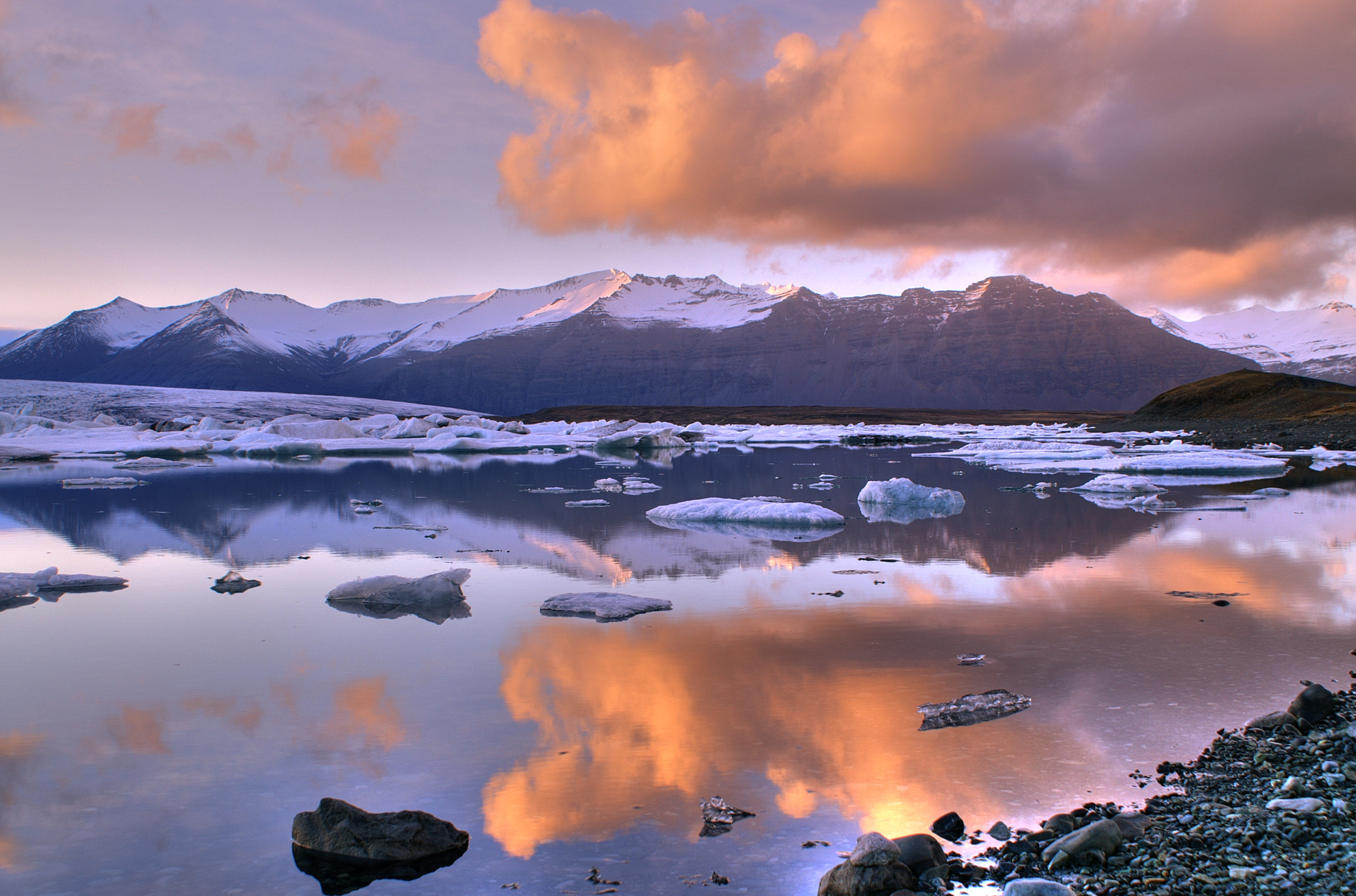
Jezioro

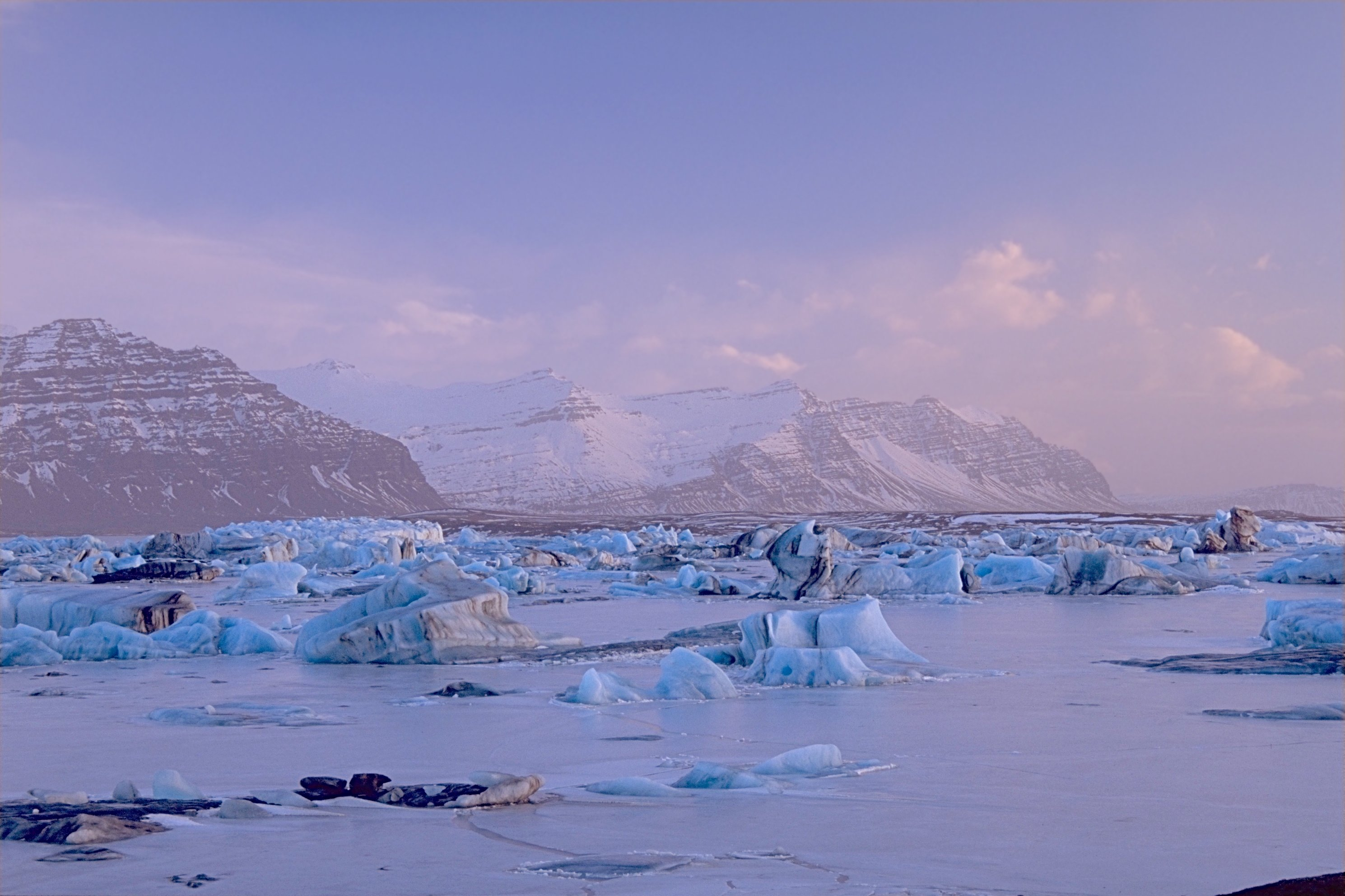
Jökulsárlón zimą

Jökulsárlón (isl. „laguna lodowcowa”) – jezioro w południowej Islandii. Powstaje z wody z topniejącego lodowca Vatnajökull